# Función de Minnaert
La función de Minnaert se utiliza en fotometría para interpretar los datos procedentes de las observaciones astronómicas realizadas desde la Tierra. Debe su nombre al astrónomo belga Marcel Minnaert.

## Formulación
La función expresa el factor de irradiación (RADF por sus siglas en inglés) como una función del ángulo de fase ({\displaystyle \alpha }), la latitud fotométrica ({\displaystyle \varphi }) y la longitud fotométrica ({\displaystyle \lambda }).
{\displaystyle {\text{RADF}}={\frac {I}{F}}=\pi ~A_{M}~\mu _{0}^{k}~\mu ^{k-1}}
donde {\displaystyle A_{M}} es el albedo de Minnaert, {\displaystyle k} es un parámetro empírico, {\displaystyle I} es la radiación dispersa en la dirección {\displaystyle (\alpha ,\varphi ,\lambda )}, {\displaystyle \pi F} es el resplandor incidente, y
{\displaystyle \mu _{0}=\cos \varphi ~\cos(\alpha -\lambda )~;~~\mu =\cos \varphi ~\cos \lambda ~.}
El ángulo de fase se mide entre la fuente de luz y el observador con el objeto como centro.
Las suposiciones asumidas son:
- La superficie es iluminada por una fuente puntual distante.
- La superficie es isotrópica y plana.

La contribución de Minnaert es la introducción del parámetro {\displaystyle k}, con un valor entre 0 y 1, originalmente para una mejor interpretación de las observaciones de la Luna. En teledetección el uso de esta función se denomina "corrección topográfica de Minnaert", una necesidad cuando se interpretan imágenes de terreno accidentado.